# Гордіан I
Марк Анто́ній Гордіа́н Семпро́ніан Рома́н Африка́нський (лат. Marcus Antonius Gordianus Sempronianus Romanus Africanus; близько 159 року н.е. — 12 квітня 238 року н.е.), також відомий як Божественний Гордіан I — давньоримський імператор, що правив у 238 році разом зі своїм сином, Гордіаном ІІ, під час року шести імператорів. Його правління тривало всього 21 день та було найкоротшим (за винятком правління його сина) за всю історію Римської імперії. Був дідом імператора Гордіана III.

## Родовід
- Гордіан I, Римський Імператор
  -  Гордіан II, Римський Імператор
  -  Антонія Гордіана, Римська Імператриця
    -  Гордіан III, Римський Імператор

## Походження та родина
Про ранні роки та походження Гордіана відомо мало; немає достовірних даних про його родину. Відомо, що Гордіан був відомим сенатором. Його преномен і номен Марк Антоній дають змогу вважати, що його предки по батьківській лінії отримали римське громадянство за часів тріумвірату Марка Антонія. Втім існує версія, що Гордіана було всиновлено Марком Антонієм Ахаїком. Його когномен Гордіан наводить на думку, що його рід походить з Анатолії, скоріш за все, з Галатії чи Каппадокії.
Згідно з «Історією Августів», матір'ю Гордіана була Ульпія Гордіана, а батьком — римський сенатор Мецій Марулл. Сучасні історики мають сумнів щодо імені батька, на відміну від матері, про яку інформація є досить достовірною. Історію родини Гордіана можна вгадати по написах. Ім'я Семпроніан у його імені може вказувати на зв'язок з його матір'ю чи бабкою. В Анкарі, в Туреччині було знайдено поховальний напис, в якому йдеться про Семпронію Роману, доньку імперського секретаря Семпронія Аквіли. Можливо, Гордіан був пов'язаний із родом Семпроніїв. За іншою версією, він був всиновлений Луцієм Семпронієм Гракхом, консулом-суфектом 167 року.
Також згідно з «Історією Августів» дружиною Гордіана була Фабія Орестілла (бл. 165 — до 238), яка через свого батька Фульва Антоніна була нащадком римських імператорів Антоніна Пія та Марка Аврелія. Сучасні історики спростовують цю інформацію і вважають, що дружина Гордіана була онукою грецького софіста Ірода Аттика. Від своєї дружини Гордіан мав сина Гордіана II та доньку Антонію Гордіану (мати майбутнього імператора Гордіана III).
Гордіан пройшов усі ступені cursus honorum і зрештою став сенатором. Його політична кар'єра почалася порівняно пізно і, можливо, замолоду він вивчав риторику та літературу. Під час служби в армії Гордіан командував IV Скифським легіоном, коли той був розміщений у Сирії. У 216 році Гордіан був намісником римської провінції Британія та за правління Геліогабала консулом-суфектом. Написи у Британії, де зустрічається його ім'я, частково стерті, з чого можна зробити припущення, що під час свого губернаторства Гордіан міг викликати імператорське незадоволення.
Попри те, що Гордіан здобув необмежену популярність розкішними іграми та видовищами, які він організовував на посаді еділа, його розсудливий та замкнутий спосіб життя не викликав підозри у Каракалли, на чию честь Гордіан написав довгу епічну поему «Антоніни». Гордіан стримував свій політичний вплив протягом хаотичного царювання династії Северів, що дає змогу казати про його особисту нелюбов до інтриг.

## Прихід до влади
За правління Александра Севера, Гордіан (який на той час був уже літньою людиною) став у 223 році консулом, а після закінчення терміну консульських повноважень в результаті жеребкування отримав у губернаторство Африку. Саме під час його промагістратури було вбито Александра Севера, внаслідок чого владу захопив Максимін Фракієць.
Максимін не був популярним імператором і загальне незадоволення, викликане його деспотичним правлінням, досягло найвищої точки у повстанні в Африці у 238 році. Коли було вбито прокуратора-прихильника Максиміна, мешканці, побоюючись покарання, проголосили імператором Гордіана, який прийняв когномен «Африканський». Через свій похилий вік він наполіг на тому, щоб його син, Марк Антоній Гордіан, став імператором разом із ним. Кілька днів потому Гордіан в'їхав до Карфагену, маючи переважну підтримку населення та місцевих політиків. Тим часом в Римі було вбито префекта Максиміна і, здавалося, повстання буде успішним. 2 квітня Сенат підтримав нового імператора і оголосив Максиміна, що перебував у той час в Паннонії, ворогом держави; більшість провінцій охоче перейшли на бік Гордіана.
Опозиція виявилася у сусідній провінції Нумідія: Капеліан , проконсул Нумідії та прихильник Максиміна Фракійця, підтвердив свою лояльність до нього та вторгся до території провінції Африка з єдиним легіоном, що розміщувався в регіоні. Його син, Гордіан II, очоливши місцеве ополчення з непідготовлених вояків, програв битву при Карфагені та загинув, а Гордіан-старший, дізнавшись про це, покінчив життя самогубством, повісившись на власному поясі. Правління Гордіанів тривало лише 21 день.

## Спадок
Гордіан мав репутацію людини із доброзичливим характером. Він та його син захоплювалися літературою і навіть самі публікували багатотомні праці. Але обидва вони були скоріш інтелектуалами та сибаритами, аніж вправними державними діячами чи сильними правителями. Скориставшись справою Гордіанів, Сенат мусив продовжувати боротьбу з Максиміном і згодом обрав Пупієна та Бальбіна імператорами. 
Хоча і перше повстання проти Максиміна Фракійця було невдалим, проте ще до кінця 238 року імператорський престол посів онук Гордіана I — Гордіан III.